# André Gobert
André Henri Gobert (Parigi, 14 settembre 1890 – Parigi, 6 dicembre 1951) è stato un tennista francese.

## Biografia
Nato a Parigi nel 1890, durante la prima guerra mondiale partecipa attivamente al conflitto. Muore nella città natale nel 1951.

## Carriera
Ottiene i primi importanti successi ai campionati francesi del 1911, quando sconfigge in singolare Maurice Germot e, nel doppio misto, trionfa assieme a Marguerite Broquedis.

Nello stesso anno conquista il titolo del doppio maschile a Wimbledon insieme a Max Décugis.

Nel 1912 è il grande protagonista delle Olimpiadi di Stoccolma. Vince infatti la medaglia d'oro nel singolare su Charles Dixon e nel doppio maschile insieme a Maurice Germot.

Dopo l'interruzione per la prima guerra mondiale torna a vincere. Nel 1920 sconfigge Max Décugis vincendo così il secondo titolo in tre finali. L'anno successivo arriva nuovamente in finale nel singolare, ma viene sconfitto, mentre trionfa nel doppio maschile insieme a William Laurentz.

In Coppa Davis gioca tredici match per la squadra francese, ottenendo tre vittorie.

## Caratteristiche tecniche
Tennista alto quasi due metri, trovava nel servizio il suo punto di forza. Il gioco a rete era eccellente e per gli avversari era pressoché impossibile passarlo. Anche i tentativi di lob avversari venivano ribattuti facilmente da André.

## Finali del Grande Slam

### Singolare

#### Vittorie (2)
| Anno | Torneo                            | Avversario in finale | Risultato          |
| 1911 | Campionato francese di tennis     | Maurice Germot       |                    |
| 1920 | Campionato francese di tennis (2) | Max Décugis          | 6-3, 6-3, 2-6, 7-5 |